# Cheiridopsis aspera
Cheiridopsis aspera är en isörtsväxtart som beskrevs av L. Bol. Cheiridopsis aspera ingår i släktet Cheiridopsis och familjen isörtsväxter. Inga underarter finns listade i Catalogue of Life.

## Bildgalleri

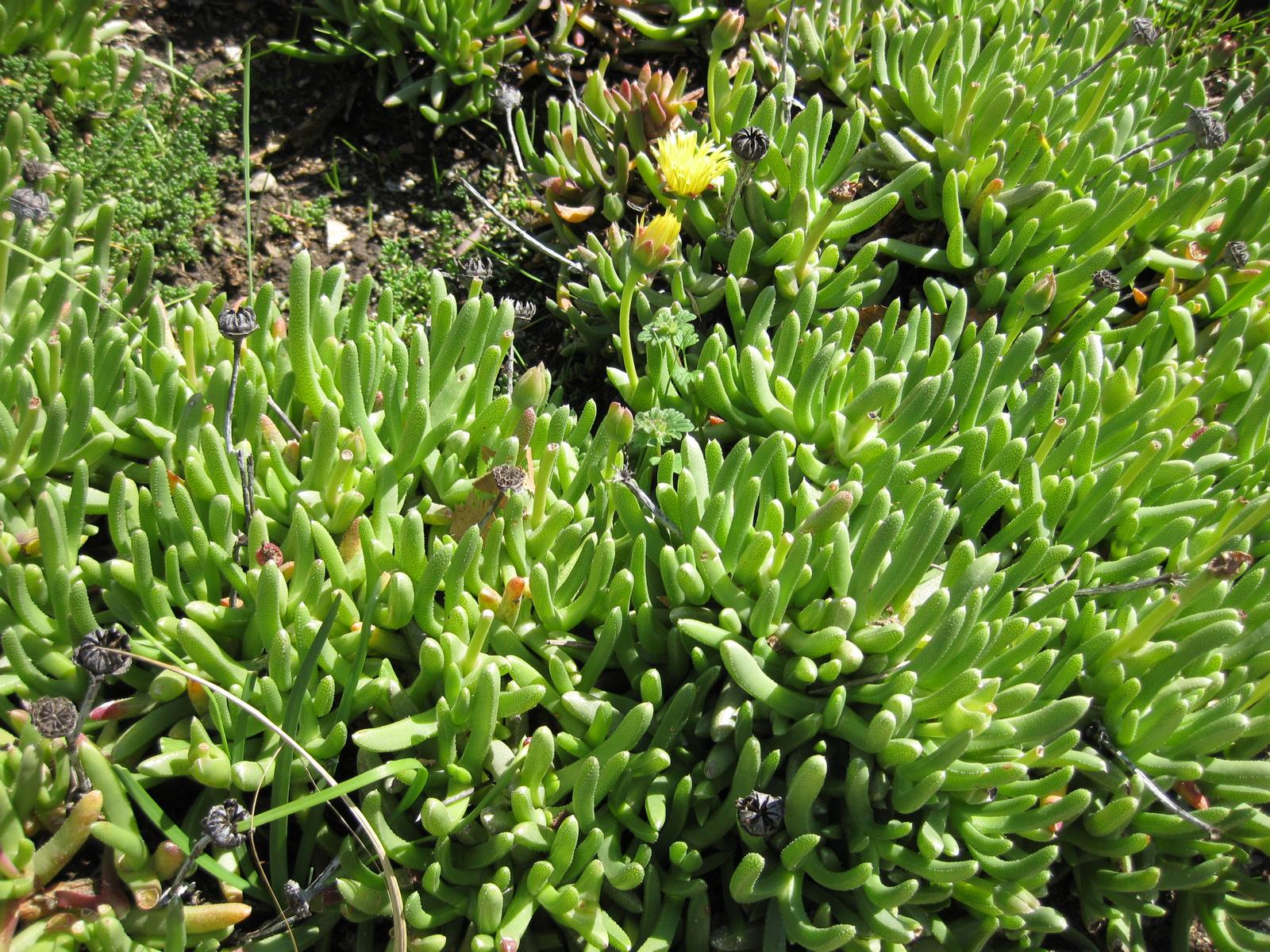
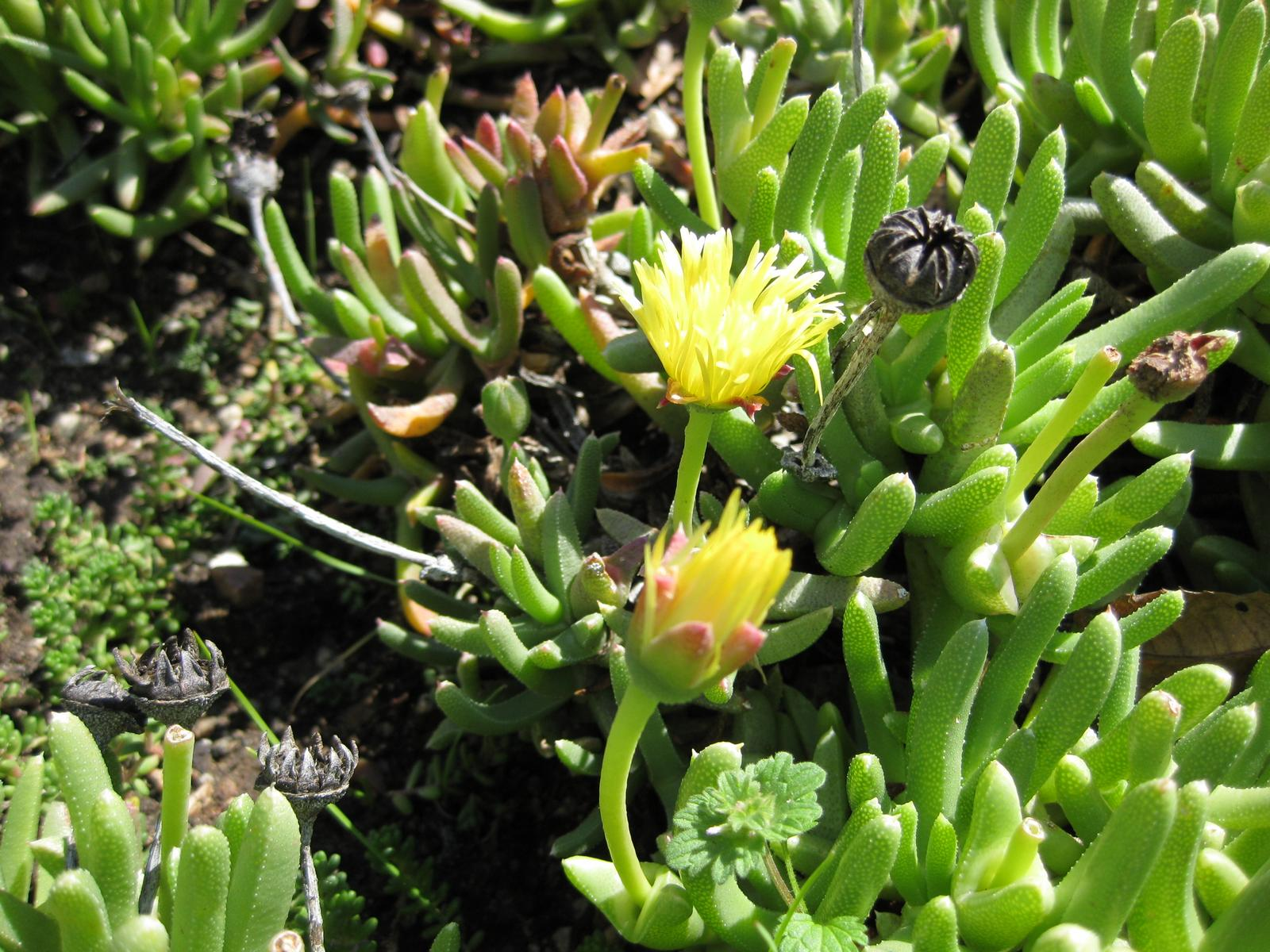